# Olivier Megaton
 (mars 2021).
Si vous disposez d'ouvrages ou d'articles de référence ou si vous connaissez des sites web de qualité traitant du thème abordé ici, merci de compléter l'article en donnant les références utiles à sa vérifiabilité et en les liant à la section « Notes et références ».
Olivier Fontana, dit Olivier Megaton, né le 6 août 1965 à Issy-les-Moulineaux (Hauts-de-Seine), est un réalisateur, romancier, peintre, scénariste et producteur français.

## Repères biographiques

### Punk et graffiti (années 1980)
D'origine modeste, issu de la banlieue parisienne, Olivier Megaton découvre le punk à la fin des années 1970. Passionné de boxe-thaï, il assure le service d'ordre de nombreux concerts et fréquente les membres de groupes tels que La Souris Déglinguée ou les Bérurier noir. Il découvre alors le pochoir, qui à l'époque est moins une forme artistique qu'un outil de promotion des groupes de rock. Son nom d'artiste vient de l'explosion de Hiroshima, qui a eu lieu vingt ans jour pour jour avant sa naissance. Lors d'un concert des Clash à Paris en 1981, il découvre la peinture à la bombe libre pratiquée par Futura 2000. Il devient alors peintre et graphiste (il dessine notamment la Carte Jeune ou le logo du magazine Player One), occupant une place à part parmi les pionniers du graffiti français, car plus proche de la culture des milieux alternatifs/associatifs politisés (mais aussi du skateboard et du BMX, autres pratiques émergentes de l'époque) que de celle du hip hop. Pourtant il réalise des fresques avec des lettrages, mais est plus intéressé par la création que par le fait d'écrire son nom sur tous les murs, il ne se revendique pas spécialement du vandalisme. À la fin des années 1980, son tag est même utilisé, contre son gré, comme visuel pour une campagne de communication anti-graffiti de la RATP.

### Débuts de réalisateur (années 2000)
Encouragé par Jean-Baptiste Mondino à réaliser des courts-métrages, il se fait rapidement un nom dans le domaine, ses films tournent en festival et reçoivent des prix. Il réalise par la suite des clips, dont le premier, Ça fait partie de mon passé (Fabe, 1995) est un succès. La même année le groupe Assassin (Mathias Cassel et Solo) lui confie la réalisation du clip L’odyssée suit son cours, autre classique du rap français de l'époque. 
Il se voit par la suite proposer la réalisation de son premier long-métrage : Exit, qui sera distribué par Luc Besson et connaîtra un certain succès international mais sera boudé en France.
En 2002, il participe à l'écriture de La Sirène rouge, adaptation du roman éponyme de Maurice G. Dantec. Ce thriller de science-fiction porté par Jean-Marc Barr et Asia Argento est son deuxième film en tant que réalisateur. Le film est une déception critique et commerciale. Le réalisateur déplorera plus tard que son scénario ait été modifié en profondeur, et son budget réduit des deux tiers peu de temps avant le tournage.

### Confirmation commerciale (années 2010)
Après une période de pause, durant laquelle il livre cependant des courts-métrages et travaille sur une série télévisée, il signe son troisième film en tant que réalisateur, Le Transporteur 3, avec Jason Statham dans le rôle-titre, sur un scénario de Luc Besson et Robert Mark Kamen, comme pour les deux premiers opus signés par d'autres réalisateurs. Le film est le plus gros succès commercial de la trilogie, grâce ses recettes hors du territoire nord-américain.[réf. souhaitée]
Besson lui confie alors un nouveau film intitulé Colombiana (la colombienne), une jeune femme, dont les parents sont assassinés par un cartel de la drogue colombien, qui décide de prendre sa revanche. Le script est écrit par Besson et Kamen. Le casting américain est mené par l'actrice Zoe Saldana. Le film sorti en 2011 fonctionne correctement au box-office international.

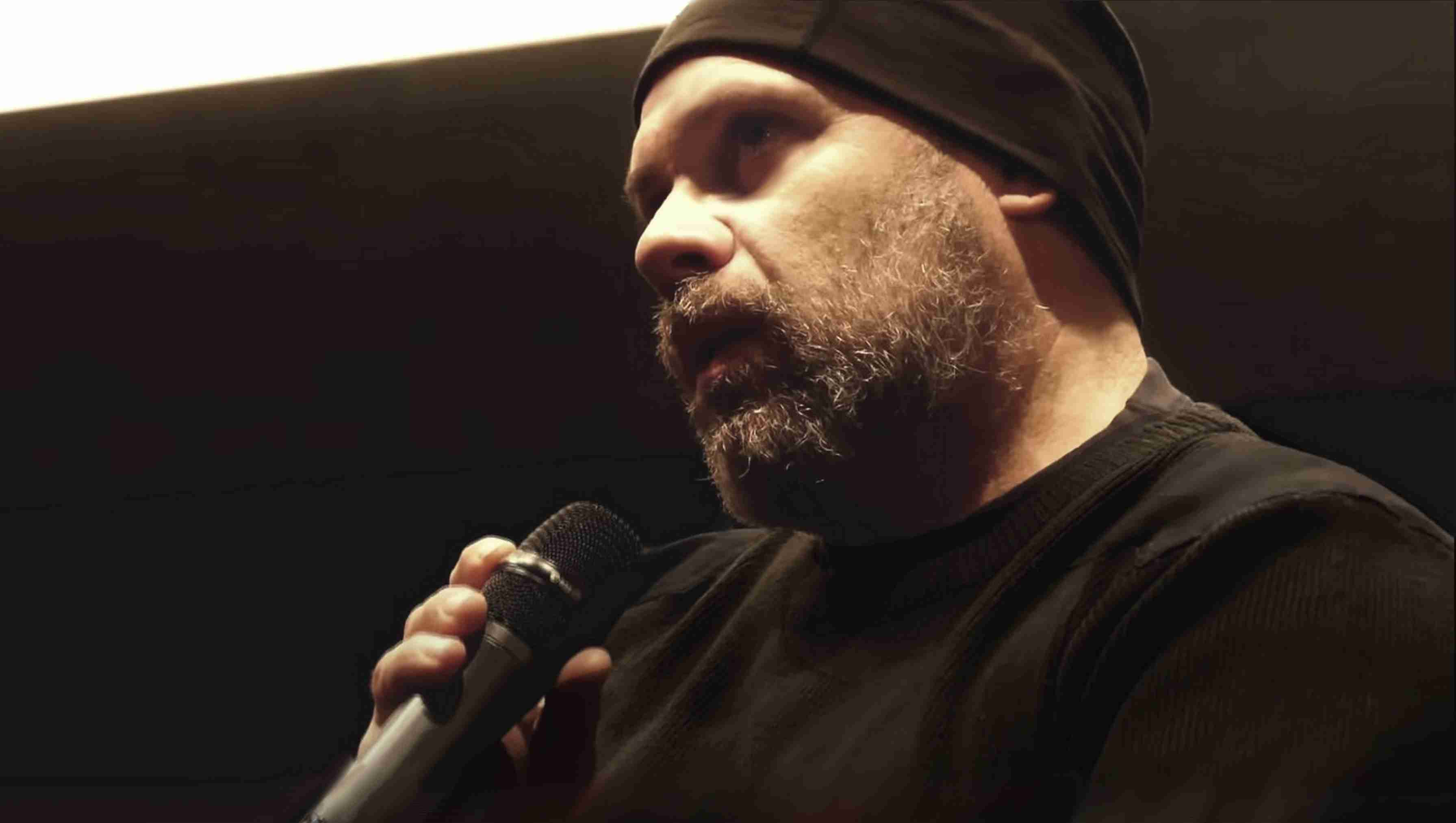
Olivier Megaton donne une Masterclass pour l'association Kinoma au mythique cinéma 'Christine 21' du quartier Saint-Germain, Paris 2017.

Megaton enchaîne aussitôt un autre projet de commande d'Europacorp, une suite, Taken 2, au gros succès Taken de Pierre Morel, qui rapporte 117 millions de dollars le week-end de sa sortie, dont 50 millions aux États-Unis, réalisant le troisième meilleur démarrage pour un mois d'octobre, dépassant le nombre d'entrées de tout film français aux États-Unis, devant Taken, La marche de l'empereur, Le Cinquième Élément, The Artist et Le Transporteur 2'. Quatre films réalisés par Olivier Megaton figurent parmi les quinze plus gros succès français en Amérique du Nord : Taken 2, Taken 3, Colombiana et le Transporter 3.
Il accepte de boucler la trilogie en 2015 avec Taken 3, un autre succès commercial. Entre-temps, il filme deux épisodes de la série télévisée Taxi:Brooklyn, autre déclinaison d'une marque d'Europacorp.[réf. souhaitée]
En 2018, il écrit le scénario d'un diptyque de bande dessinée, Ni terre, ni mer.

## Filmographie

### Réalisateur

#### Courts métrages
- No Way ou Le Cœur du phœnix (22 min / 35 mm / 1991)
- L'Égareur (15 min / 35 mm / 1993)
- La Grande Clarté (10 min / 1995)
- Forte Tête (5 min / 35 mm / 1996)
- No Happy End (10 min / 1997)
- Tout morose (3 min / 1997)
- Je ne veux pas être sage (19 min / 1998)
- L'Art et la Matière (4 min / 1998)
- Chambre no 13 (? / 1999)
- Dear Father (4 min / 1999)
- Doggy Dog (10 min / 2000)
- Kryzalis (26 min / 2002)
- Secret (17 min / 2005)
- La Maison de ses rêves (35 min / 2006)
- Angie (20 min / 2007)
- Génétiquement avancée (2007)

#### Longs métrages
- 2000 : Exit
- 2002 : La Sirène rouge
- 2008 : Le Transporteur 3
- 2011 : Colombiana
- 2012 : Taken 2
- 2015 : Taken 3
- 2020 : The Last Days of American Crime

#### Série télévisée
- 2014 : Taxi : Brooklyn (épisode 1 et 2)

#### Clips
- Fabe, Ça fait partie de mon passé (Polygram, 1995)
- Assassin, L'Odyssée suit son cours (Virgin, 1995)
- Les Négresses vertes, À quoi bon ? (Virgin, 1995)
- Silmarils, Mackina (East west, 1996)
- Loophole, Reality (Polygram, 1996
- Leila, Le Retour du funk (WEA, 1996)
- Sens unik, Paquito (BMG, 1996)
- Gun, Oh Crazy You  (A & M records, 1997)
- Jean-Louis Aubert, Le jour se lève encore (Virgin, 1997)
- Afro Jazz, Strictly hip-hop (Highland, 1997)
- Jean-Louis Aubert, La petite semaine (Virgin, 1998)
- Alizée, J'en ai marre ! (Polydor, 2003)
- Maïdi Roth, Basta (Mercury, 2004)
- Ung Bak Bo / Tragédie, J'reste Ghetto (2005)
- Da Vinci Vox, In the eye of mona lisa (2006)
- Kool Shen, Paris Cuba (For my people, 2006)
- Cyril Paulus, Je t'oublie (2007)
- Tryo, Ce que l'on s'aime (Salut ô productions, 2008)
- AP / Jimi Sissoko, Je suis libre (2009)
- Amandine Bourgeois, Du temps (2010)
- Corneille, Elle me ment (2010)
- Patrick Bruel, Où es-tu ? (2013)

#### Publicités
- BNP, Fête du cinéma (2013)
- Pitch, Teddy Riner Le Combat (2013)
- Pitch, Teddy Riner Rocky (2013)
- Shenbao / SAAB, Nicolas Cage (2013)
- Orangina, Serial plaqueur (2011)
- Djuice, avec Okean-Elzy (2010)
- Téléthon, L'Œil (2007)
- Gillette, Mission 5v1 (2007) - Grand prix des Cubes 2008
- Audi, Génétiquement avancé (2007)
- Autistes sans frontières, (2007)
- Vichy Homme / Sur les traces de Paul (Ours bronze Cannes 2006 / Cristal à Méribel)
- Coca Cola (2003)
- Nike / Airmax Courir (2005)
- Fntp (2006)
- Française des jeux / Star Wars
- Hyundai
- Fiat Punto
- Gel Graffic
- Kellogg's : Smacks, White Pops, Special K.
- Danone-Heudebert

#### Documentaires
Cette section ne s'appuie pas, ou pas assez, sur des sources secondaires ou tertiaires indépendantes du sujet. Le texte peut contenir des analyses inexactes ou inédites de sources primaires.
Pour l'améliorer, ajoutez-en, ou placez des modèles {{Source secondaire souhaitée}} ou {{Source secondaire nécessaire}} sur les passages mal sourcés. (mars 2024)
- Monsters inside: the 24 faces of Billy Milligan (minisérie NETFLIX 4X 60 min/ 2021)
- Imposture(s) L'Origine du mal - Christophe Rocancourt (90 min /Canal+ / 2017)
- Pin up obsession (90 min / ARTE / 2005)
- Instant d'une vie / Martin Grant (2005)
- Histoire d'objets : S'éclairer (90 min / Arte / Paris première)
- Histoire d'objets : S'attabler (90 min / Arte / Paris première)
- Histoire d'objets : Travailler (90 min / Arte / Paris première)
- Histoire d'objets : S'asseoir (90 min / Arte / Paris première)

#### Autres
- Générique de Zonzon (film de Laurent Bouhnik)
- Générique police district (2000)
- 18h / 18 francs (José Montalvo)
- Paris dernière / Émission 3 à 12 / 1999)
- Cauet / Parodie experts / 24 heures (2006)
- One to one Ben Harper (documentaire 90 min / MCM / 2003)
- One to one Red Hot Chili Peppers (documentaire 90 min / MCM / 2003)
- Kash et vous / émissions 1 à 5 (17 min / MCM / 2004)
- Freestyle spirit (52 min / MCM / 2003)

### Scénariste

#### Courts métrages
- 1991 : No Way ou le coeur de Phoenix
- 1998 : Tout morose
- 1998 : No Happy End
- 1998 : Je ne veux pas être sage
- 2002 : Kryzalis
- 2006 : La maison de ses rêves
- 2007 : Angie

#### Longs métrages
- 2000 : Exit
- 2002 : La Sirène rouge
- 2011 : Colombiana

### Monteur
- 1998 : Je ne veux pas resté sage (Dolly)

### Producteur
- 2014 : Taxi Brooklyn, série télévisée

### Acteur
- 2017 : Valérian et la Cité des mille planètes, de Luc Besson : Le capitaine qui accueille les KC02 à bord de la station alpha

## Publications

### Bandes dessinées
- Ni mer ni terre, 2 volumes, avec Nicola Genzianella (dessin), édition Dupuis 2017

### Romans
- Le Facteur humain (1998) Édition Florent Massot, en collaboration avec Eve Storyman.

## Musique
- No vision : Surf action, Bondage Records 1988 (BR 024)
- No vision 2 : Death penalty, Bondage Records 1988 (BR 030)